# Lambert Hillyer
Lambert Harwood Hillyer (8 de juliol de 1893 - 5 de juliol de 1969) va ser un director de cinema i guionista estatunidenc.

## Biografia
Lambert Harwood Hillyer va néixer el 8 de juliol de 1893 a Tyner (Indiana). La seva mare era l'actriu de personatges Lydia Knott. Es va graduar a Drake College, va treballar com a reporter de diari i actorde vaudeville i teatre. Durant la Primera Guerra Mundial va començar a treballar en pel·lícules i es va convertir en un prolífic director i guionista, treballant en molts westerns de l'era mut de William S. Hart, Buck Jones, Tom Mix i altres.
Sovint associat amb el productor Thomas H. Ince, Hillyer es va expandir en melodrames romàntics i pel·lícules de crims als anys vint. El 1936 va dirigir dos pel·lícules per Universal, la pel·lícula de ciència-ficció The Invisible Ray i la pel·lícula de terror de culte Dracula's Daughter. Va dirigir la primera representació a la pantalla de Batman, una sèrie de 15 parts produïda el 1943 que es va tornar a estrenar al cinema el 1965.
Va dirigir moltes pel·lícules B per a Columbia Pictures a la dècada de 1930 i principis de la dècada de 1940, incloent el western que era la seva especialitat. Hillyer va acabar la seva carrera dirigint drames i westerns de baix pressupost per a Monogram Pictures. En els primers dies de la televisió, Hillyer també va dirigir episodis del western sindicat, The Cisco Kid. Hillyer va dirigir almenys un episodi de Highway Patrol, protagonitzada per Broderick Crawford.
Hillyer va morir el 5 de juliol de 1969 a Los Angeles, Califòrnia.

## Filmografia

### Director
| Any  | Títol                           | Notes                                |
| ---- | ------------------------------- | ------------------------------------ |
| 1917 | An Even Break                   | També guionista                      |
| 1917 | Strife                          | [ 6 ]                                |
| 1917 | The Narrow Trail                | [ 6 ]                                |
| 1918 | Riddle Gawne                    | [ 6 ]                                |
| 1919 | Breed of Men                    | [ 6 ]                                |
| 1919 | The Poppy Girl's Husband        | [ 6 ]                                |
| 1919 | The Money Corral                | També guionista                      |
| 1919 | Square Deal Sanderson           | També guionista                      |
| 1919 | Wagon Tracks                    | [ 6 ]                                |
| 1919 | John Petticoats                 | [ 6 ]                                |
| 1920 | The Toll Gate                   | També guionista                      |
| 1920 | Sand!                           | També guionista                      |
| 1920 | The Cradle of Courage           | També guionista                      |
| 1920 | The Testing Block               | També guionista                      |
| 1921 | O'Malley of the Mounted         | [ 6 ]                                |
| 1921 | The Whistle                     | També guionista                      |
| 1921 | Three Word Brand                | També guionista                      |
| 1921 | White Oak                       | [ 6 ]                                |
| 1922 | White Hands                     | També guionista                      |
| 1922 | Travelin' On                    | També guionista                      |
| 1922 | Caught Bluffing                 | [ 6 ]                                |
| 1922 | Skin Deep                       | [ 6 ]                                |
| 1922 | The Super-Sex                   | També guionista                      |
| 1922 | The Altar Stairs                | [ 6 ]                                |
| 1923 | Scars of Jealousy               | També guionista                      |
| 1923 | The Shock                       | [ 6 ]                                |
| 1923 | Temporary Marriage              | També guionista                      |
| 1923 | The Spoilers                    | [ 6 ]                                |
| 1923 | The Lone Star Ranger            | També guionista                      |
| 1923 | Eyes of the Forest              | [ 6 ]                                |
| 1923 | Mile-a-Minute Romeo             | [ 6 ]                                |
| 1924 | Those Who Dance                 | També guionista                      |
| 1924 | Barbara Frietchie               | També guionista                      |
| 1924 | Idle Tongues                    | [ 6 ]                                |
| 1925 | I Want My Man                   | [ 6 ]                                |
| 1925 | The Making of O'Malley          | [ 6 ]                                |
| 1925 | The Knockout                    | [ 6 ]                                |
| 1925 | The Unguarded Hour              | [ 6 ]                                |
| 1926 | Her Second Chance               | [ 6 ]                                |
| 1926 | Miss Nobody                     | [ 6 ]                                |
| 1926 | 30 Below Zero                   | [ 6 ]                                |
| 1927 | The War Horse                   | També guionista                      |
| 1927 | Hills of Peril                  | [ 6 ]                                |
| 1927 | Chain Lightning                 | També guionista                      |
| 1928 | The Branded Sombrero            | També guionista                      |
| 1928 | Fleetwing                       | També guionista                      |
| 1930 | Beau Bandit                     | [ 6 ]                                |
| 1931 | The Deadline                    | També guionista                      |
| 1931 | One Man Law                     | També guionista                      |
| 1932 | The Fighting Fool               | [ 6 ]                                |
| 1932 | South of the Rio Grande         | [ 6 ]                                |
| 1932 | Hello Trouble                   | També guionista                      |
| 1932 | White Eagle                     | [ 6 ]                                |
| 1932 | Forbidden Trail                 | [ 6 ]                                |
| 1932 | Sundown Rider                   | També guionista                      |
| 1933 | The California Trail            | També guionista                      |
| 1933 | Unknown Valley                  | També guionista                      |
| 1933 | Dangerous Crossroads            | [ 6 ]                                |
| 1933 | Police Car 17                   | També guionista                      |
| 1933 | Master of Men                   | [ 6 ]                                |
| 1933 | Before Midnight                 | [ 6 ]                                |
| 1933 | The Fighting Code               | També guionista                      |
| 1934 | Once to Every Woman             | [ 6 ]                                |
| 1934 | The Man Trailer                 | També guionista                      |
| 1934 | The Most Precious Thing in Life | [ 6 ]                                |
| 1934 | The Defense Rests               | [ 6 ]                                |
| 1934 | Against the Law                 | [ 6 ]                                |
| 1934 | Men of the Night                | També guionista                      |
| 1935 | Behind the Evidence             | [ 6 ]                                |
| 1935 | In Spite of Danger              | [ 6 ]                                |
| 1935 | Men of the Hour                 | [ 6 ]                                |
| 1935 | The Awakening of Jim Burke      | [ 6 ]                                |
| 1935 | Superspeed                      | [ 6 ]                                |
| 1935 | Guard That Girl                 | També guionista                      |
| 1936 | The Invisible Ray               | [ 6 ]                                |
| 1936 | Dangerous Waters                | [ 6 ]                                |
| 1936 | Dracula's Daughter              | [ 6 ]                                |
| 1937 | Speed to Spare                  | També guionista                      |
| 1937 | Girls Can Play                  | També guionista                      |
| 1937 | All American Sweetheart         | [ 6 ]                                |
| 1938 | Women in Prison                 | [ 6 ]                                |
| 1938 | My Old Kentucky Home            | [ 6 ]                                |
| 1938 | Extortion                       | També guionista                      |
| 1938 | Gang Bullets                    | [ 6 ]                                |
| 1939 | Convict's Code                  | [ 6 ]                                |
| 1939 | Should a Girl Marry?            | [ 6 ]                                |
| 1939 | Girl from Rio                   | [ 6 ]                                |
| 1940 | The Durango Kid                 | [ 6 ]                                |
| 1940 | Beyond the Sacramento           | [ 6 ]                                |
| 1940 | The Wildcat of Tucson           | [ 6 ] [ 8 ]                          |
| 1941 | The Pinto Kid                   | [ 6 ]                                |
| 1941 | The Son of Monte Cristo         | Second-unit director                 |
| 1941 | North from the Lone Star        | [ 6 ]                                |
| 1941 | Hands Across the Rockies        | [ 6 ]                                |
| 1941 | The Medico of Painted Springs   | [ 6 ]                                |
| 1941 | The Son of Davy Crockett        | També guionista                      |
| 1941 | Thunder over the Prairie        | [ 6 ]                                |
| 1941 | King of Dodge City              | [ 6 ]                                |
| 1941 | Prairie Stranger                | [ 6 ]                                |
| 1941 | Roaring Frontiers               | [ 6 ]                                |
| 1941 | The Royal Mounted Patrol        | [ 6 ]                                |
| 1942 | The Devil's Trail               | [ 6 ]                                |
| 1942 | North of the Rockies            | [ 6 ]                                |
| 1942 | Prairie Gunsmoke                | [ 6 ]                                |
| 1942 | Vengeance of the West           | [ 6 ]                                |
| 1943 | Fighting Frontier               | [ 6 ]                                |
| 1943 | Bombardier                      | Aerial action sequences (uncredited) |
| 1943 | The Stranger from Pecos         | [ 6 ]                                |
| 1943 | Six Gun Gospel                  | [ 6 ]                                |
| 1943 | Smart Guy                       | [ 6 ]                                |
| 1943 | ''The Texas Kid                 | [ 6 ]                                |
| 1943 | Batman                          | Sèrie de 15 parts                    |
| 1944 | Partners of the Trail           | [ 6 ]                                |
| 1944 | Law Men                         | [ 6 ]                                |
| 1944 | Range Law                       | [ 6 ]                                |
| 1944 | West of the Rio Grande          | [ 6 ]                                |
| 1944 | Land of the Outlaws             | [ 6 ]                                |
| 1944 | Ghost Guns                      | [ 6 ]                                |
| 1945 | Beyond the Pecos                | [ 6 ]                                |
| 1945 | Flame of the West               | [ 6 ]                                |
| 1945 | Stranger from Santa Fe          | [ 6 ]                                |
| 1945 | South of the Rio Grande         | [ 6 ]                                |
| 1945 | The Lost Trail                  | [ 6 ]                                |
| 1945 | Frontier Feud                   | [ 6 ]                                |
| 1946 | Border Bandits                  | [ 6 ]                                |
| 1946 | Under Arizona Skies             | [ 6 ]                                |
| 1946 | The Gentleman from Texas        | [ 6 ]                                |
| 1946 | Silver Range                    | [ 6 ]                                |
| 1946 | Trigger Fingers                 | [ 6 ]                                |
| 1946 | Shadows on the Range            | [ 6 ]                                |
| 1947 | Raiders of the South            | [ 6 ]                                |
| 1947 | Valley of Fear                  | [ 6 ]                                |
| 1947 | Land of the Lawless             | [ 6 ]                                |
| 1947 | The Law Comes to Gunsight       | [ 6 ]                                |
| 1947 | Trailing Danger                 | [ 6 ]                                |
| 1947 | The Hat Box Mystery             | [ 6 ]                                |
| 1947 | The Case of the Baby Sitter     | [ 6 ]                                |
| 1947 | Flashing Guns                   | [ 6 ]                                |
| 1947 | Gun Talk                        | [ 6 ]                                |
| 1948 | Overland Trails                 | [ 6 ]                                |
| 1948 | Song of the Drifter             | [ 6 ]                                |
| 1948 | Oklahoma Blues                  | [ 6 ]                                |
| 1948 | Crossed Trails                  | [ 6 ]                                |
| 1948 | Partners of the Sunset          | [ 6 ]                                |
| 1948 | Frontier Agent                  | [ 6 ]                                |
| 1948 | Range Renegades                 | [ 6 ]                                |
| 1948 | The Fighting Ranger             | [ 6 ]                                |
| 1948 | The Sheriff of Medicine Bow     | [ 6 ]                                |
| 1948 | Outlaw Brand                    | [ 6 ]                                |
| 1948 | Sundown Riders                  | [ 6 ]                                |
| 1949 | Gun Runner                      | [ 6 ]                                |
| 1949 | Gun Law Justice                 | [ 6 ]                                |
| 1949 | Trails End                      | [ 6 ]                                |
| 1949 | Haunted Trails                  | [ 6 ]                                |
| 1949 | Riders of the Dusk              | [ 6 ]                                |
| 1949 | Range Land                      | [ 6 ]                                |

### Guionista

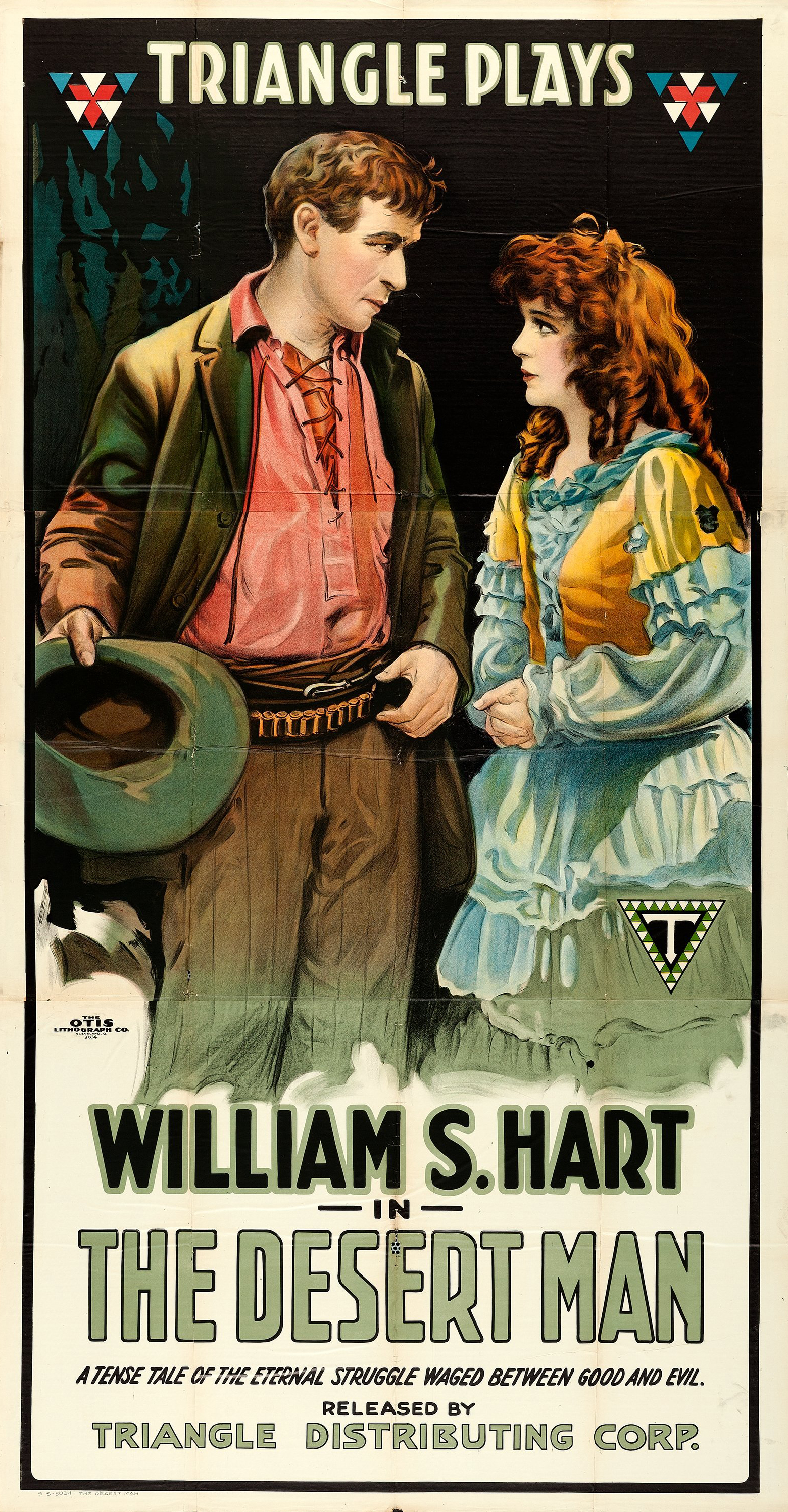
Pòster de The Desert Man (1917), guió de Lambert Hillyer

A més d'escriure guions per a moltes de les pel·lícules que va dirigir, com s'ha indicat anteriorment, Hillyer va escriure o va contribuir als guions d'aquestes pel·lícules.
| Any  | Títol                    | Notes |
| ---- | ------------------------ | ----- |
| 1917 | They're Off              | [ 6 ] |
| 1917 | The Mother Instinct      | [ 6 ] |
| 1917 | The Desert Man           | [ 6 ] |
| 1917 | The Little Brother       | [ 6 ] |
| 1917 | Love or Justice          | [ 6 ] |
| 1917 | The Snarl                | [ 6 ] |
| 1917 | One Shot Ross            | [ 6 ] |
| 1917 | The Silent Man           | [ 6 ] |
| 1921 | The Man from Lost River  | [ 6 ] |
| 1930 | Hide-Out                 | [ 6 ] |
| 1933 | Straightaway             | [ 6 ] |
| 1933 | State Trooper            | [ 6 ] |
| 1935 | Law Beyond the Range     | [ 6 ] |
| 1937 | The Shadow               | [ 6 ] |
| 1938 | Highway Patrol           | [ 6 ] |
| 1939 | Parents on Trial         | [ 6 ] |
| 1939 | The Officer and the Lady | [ 6 ] |